# الساخر
الساخر ، المعروف أيضا باسم الأسود الساخر: قاتل متسلسل يعتقد أنه مسؤول عن 14 حالة قتل وثلاثة اعتداءات على رجال في مجتمع مثليي الجنس في سان فرانسيسكو ، كاليفورنيا، في الفترة بين كانون الثاني / يناير 1974 وأيلول / سبتمبر 1975. أعطي هذا اللقب لأن من عادته أن يرسم على ضحاياه ومن ثم يقتلهم طعناً. كان الجاني يلتقي بضحاياه مثليي الجنس في الملاهي الليلية والحانات والمطاعم.

## جرائم القتل

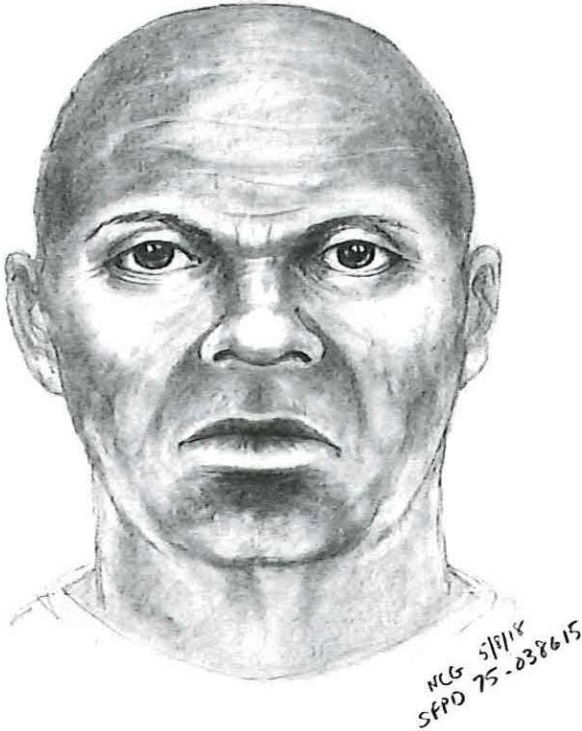
رسمة خيالية تصور الساخر في عام 2018 من العمر 63 أو 69.

ويعتقد أن الساخر قد قتل 14 شخصا. وكانت طريقة قتله ثابتة ومميزة حيث كان يطعن الضحايا في الجزء الأمامي والخلفي من أجسادهم. اكتشفت الشرطة أن الضحايا قد ماتوا جميعا بعد اجتماع مع المشتبه في أماكن قريبة من أماكن وجود الجثث. خلال المراحل الأولى من التحقيق، اعتقدت الشرطة أنه من الممكن وجود ما يصل إلى ثلاثة أشخاص مختلفين مسؤولين عن الجرائم.

### جيرالد كافانو
يعتقد أن المهاجر الكندي-الأمريكي جيرالد إيرل كافانو كان الضحية الأولى للساخر. كان عمره 49 عامًا وقت وقوع حادثة الطعن، وكان كافان يرتدي كامل ملابسه عندما عثر على جثته طافية قرب شاطئ المحيط الهادئ في سان فرانسيسكو في وقت مبكر من صباح يوم 24 يناير عام 1974. وكان قد توفي قبل ساعات. وتم تحديد أنه كان واعياً في الوقت الذي قتل فيه وحاول مقاومة قاتله بسبب وجود جروح ناتجة عن الدفاع عن النفس. كان في البداية لا يزال مجهول الهوية مؤقتا وعرفه الطبيب الشرعي باسم «جون دو #7». كان رجلا أعزبا، مع بعض التفاصيل عن حياته الشخصية.

### جوزيف «جاي» ستيفنز
وجدت امرأة كانت تمشي بالقرب من بحيرة سبريكلز في سان فرانسيسكو جثة جوزيف ستيفنز المعروف بلقب «جاي» في 25 يونيو 1974. كان عمر ستيفنز 27 عاما عند وفاته، وكان قد توفي قبل فترة وجيزة من العثور على جثته؛ حيث شوهد في اليوم السابق في نادٍ. قيل أنه كان يعمل كمنتحل لشخصية أنثى وممثل كوميدي. يشتبه محققو الشرطة أن ستيفنز كان حيا عندما كان في بحيرة سبريكلز، وربما ذهب بنفسه إلى المنطقة مع قاتله.

### كلاوس كرايستمان
وجدت امرأة كانت تمشي مع كلبها جثة المهاجر الألماني-الأمريكي كلاوس كرايستمان في 7 يوليو 1974. كانت وفاته إلى حد ما أكثر عنفا من حوادث القتل السابقة لأن الطعنات كانت أكبر بكثير من الطعنات الموجهة لستيفنز، كما أن حلقه جُزّ عدة مرات. مرتديا ملابسه كاملةً. كان كرايستمان متزوجاً ولديه أطفال على عكس الضحايا السابقين. حقيقة أنه كان بحوزته «حقيبة ماكياج» عندما مات قادت الشرطة إلى أنه كان رجلا مثلي الجنس.
دفن في بلده الأصلي بعدما ظل مجهول الهوية لفترة وجيزة بينما كانت الشرطة تحقق في الحالات التي اعتقدت أنها متصلة بعد جريمة القتل الثالثة.

### فريدريك كابين
اكتشفت جثة فريدريك إلمر كابين، البالغ من العمر 32 عاما، في 12 أيار / مايو عام 1975 في مدينة سان فرانسيسكو. كان قد طعن، مثل غيره من الضحايا، بطعنات في الشريان الأبهر. ويعتقد أن جسده حر مسافة حوالي 20 قدما نظراً لما أشارت إليه الآثار على الرمال بالقرب منه. حددت هوية كابين من خلال بصمات الأصابع المطابقة لتلك التي أخذتها «الدولة» بسبب عمله كممرض. كان كابين قد خدم في لقوات البحرية للولايات المتحدة، وكسب ميداليات أثناء الخدمة في حرب فيتنام.

### هارالد غيلبرغ
وجدت جثة المهاجر السويدي-الأمريكي هارالد غيلبرغ، البالغ من العمر 66، في 4 يونيو 1975، وكانت قد بدأت بالتحلل، بعد حوالي أسبوعين من وفاته في لينكولن بارك. كانت هذه الحالة مختلفة قليلا عن غيرها من جرائم القتل لأنه كان أسن بكثير من الآخرين، كما أن قاتله كان قد أخذ ملابسه الداخلية، كما كان سحاب بنطاله مفتوحا. يعتقد أن غيلبرغ كان الضحية الأخيرة للقاتل الساخر. قبل ان تحدد هويته، كان يعرف باسم «جون دو #81.»

## التحقيقات

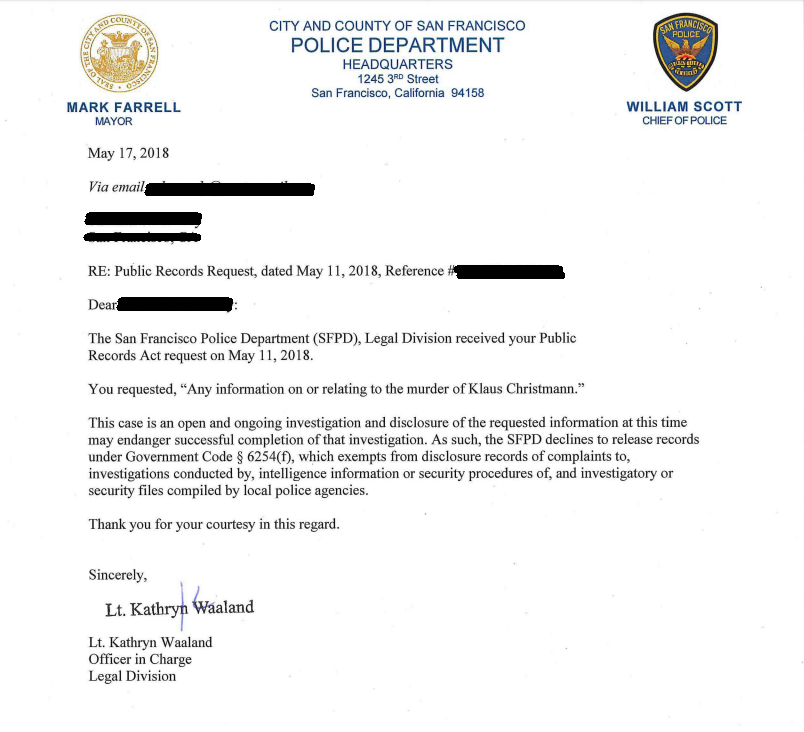
رسالة من قسم الشرطة القانوني تنص على أن تفاصيل القضية لا تزال نشطة، وبالتالي فهو غير قادر على إصدار أي معلومات.

استجوبت الشرطة شابا مشتبه به في القضية لكن لم يمكن المضي قدما في تقديم لائحة اتهام جنائية لأن الناجين الثلاثة لم يريدوا أن يشهدوا ضده في المحكمة. كان الناجون «فنانين معروفين» ودبلوماسيا. تعاون المشتبه به مع الشرطة خلال مقابلة له لكنه لم يعترف بالذنب بارتكاب جرائم القتل والهجمات. ذكر الضباط أنهم يعتقدون وبقوة أن الرجل كان مسؤولا عن الجرائم، لكنه لم يحاكم أو يدان بسبب رفض الناجين المثول أمام المحكمة. حتى الآن لم يكن اسم المشتبه به ظاهراً للعلن أو القبض عليه، كما ظلت المعلومات المتاحة عن الجرائم قليلة جداً.
برز شخصان آخران مشتبه بهما في عام 1977 بعدما تم التحقيق مع رجلين من ريدوندو بيتش وريفرسايد في كاليفورنيا، بعد اعتقالهما للاشتباه بضلوعهما في جرائم قتل مع ظروف مماثلة. وقعت 28 حادثة بعد «لقاءات جنسية».

### الحالة
حتى أيار / مايو 2018، كانت القضية لا تزال مفتوحة ومستمرة في قسم شرطة سان فرانسيسكو.مع التطور الحديث في العلوم الجنائية باستخدام تكنولوجيا الحمض النووي، قررت الشرطة إعادة النظر في بعض أدلة القضية.
في شباط / فبراير عام 2019، عرضت الشرطة 100,000 دولار مكافأة لمن يدلي بمعلومات تؤدي إلى إلقاء القبض على القاتل وصدر رسم يظهر ما يمكن أن يبدو عليه القاتل بعد أربعة عقود من وقوع الجرائم.

## ما حدث بعد ذلك
عبر هارفي ميلك علنا في ذلك الوقت عن تعاطفه مع الضحايا الذين رفضوا التحدث مع الشرطة قائلا: «أتفهم موقفهم. أنا أحترم ضغط المجتمع الذي وضع عليهم.» أوضح ميلك أنه من المرجح أن الرجال الثلاثة كانوا يخشون الإضرار بسمعتهم أو علاقاتهم العائلية أو المهنية، مشيرا إلى انه يعتقد ان 20% إلى 25% من الرجال المثليين ال85,000 في سان فرانسيسكو كانوا متحفظين عن كونهم مثليين جنسياً.

## وسائل الإعلام
أعلن في 19 فبراير عام 2019 عن الموعد النهائي هوليوود أن قاتل سان فرانسيسكو (الساخر) سيكون أحد مواضيع سلسلة الدراما التلفزيونية التي كتبها راين جي براون وأنتجتها شركة (أغلي دوكلينغ فيلمز) الواقعة في المملكة المتحدة.

## روابط خارجية
- القصة التي لم ترو من الساخر القتل, المخرز، التي نشرت في كانون الأول / ديسمبر 11, 2014.